# Підкамінська Олена Іллівна
Оле́на Іллі́вна Підкамі́нська (рос. Елена Ильинична Подкаминская; 10 квітня 1979, Москва) — російська актриса театру і кіно. Фігурант бази Миротворець

## Біографія
Народилась у родині музикантів. Закінчила Театральний інститут імені Бориса Щукіна (2001, курс О. А. Ширвіндта).
З 2001 року в трупі Театру Сатири.
Дебют у кіно — роль Урсули Борн у фільмі «Невдача Пуаро» (режисер Сергій Урсуляк, 2002). З 2012 року найбільш відома телеглядачам участю в телесеріалі «Кухня».
Виховує доньку Поліну.
У червні 2013 року Олена Підкамінська з'явилась на обкладинці чоловічого журналу Maxim.

## Оцінки творчості
Критиком Г.Заславським була у 2005 році помічена у виставі «Гомо еректус»: «Вона ефектна, вона екстравагантна, може бути ексцентричною, а може — прямолінійною, і при всьому цьому в її грі є щось від колишньої Сатири, коли гумор був складений, а сатира — примхлива». У 2012 році високу оцінку критиків заслужила її роль у п'єсі «Засоби від спадщини», де вона грає разом з Федором Добронравовим.

## Фільмографія
- 2002 — Невдача Пуаро
- 2002 — Джокеръ — Ліда
- 2003 — Кодекс честі 2 — Інна
- 2004 — Конвалія срібляста 2
- 2005 — Ад'ютанти кохання — Поліна Бонапарт
- 2006 — Андерсен. Життя без любові — Доротея Мельхіор
- 2007 — Доглядальниця — Свєта
- 2007 — Захист проти — Олена Бакова
- 2007 — Нічні сестри — Марина
- 2007 — Важливіше, ніж кохання — Ліда
- 2007 — Кілька простих бажань — Єва
- 2008 — Двічі в одну річку — Свєта
- 2008 — Вкрасти у…
- 2008 — Населений острів — секретар Мандрівника
- 2008 — Я повернусь — Зоя, сестра Мусі
- 2008 — Петрівка, 38. Команда Семенова — Ніна Затаєва
- 2008 — Людина без пістолета
- 2009 — Брати Карамазови — Агафія Іванівна
- 2009 — Таємна варта 2: Смертельні ігри — Вєтрова
- 2009 — Найясніший посол
- 2009 — У бік від війни — Маша
- 2009 — Прогін
- 2010 — Про що говорять чоловіки — Настя
- 2010 — Пам'ятатиму — Лєна
- 2011 — Про що ще говорять чоловіки — Настя[7]
- 2012 — Зворотній квиток — Маша
- 2012 — Кухня — Вікторія Гончарова[8]
- 2012 — Тільки про кохання — Катя
- 2013 — Доля на ім'я «Фарман» — Ольга[9]
- 2019 — ПП Пирогова  — Віра Пирогова [10]

## Театральні роботи
В Московському театрі сатири:
- Надто одружений таксист — Барбара Сміт[11]
- Гомо еректус — повія Ксі[5]
- Таланти і прихильники — Негіна[12]
- Засоби від спадку — Ізабелла[6]